# 別府彩
別府 彩（べっぷ あや、1975年5月30日-）は、日本の女性フリーアナウンサー。
愛媛県今治市出身。元ホリプロ所属。

## 人物
- スポーツ : スキー、ダンス（バレエ、ジャズ等）、テニス、水泳 他
- 趣味・特技 : ヘアーメイク、踊ること、ピアノ、餃子包み、裁縫 他
- 大学卒業後に就職せず、フリーランスアナの道を選ぶ。オートレースのリポーターをしていた31歳の時、縁あって『週刊ポスト』のグラビアに抜擢される[2]。グラマーな体形から写真週刊誌等に「Gカップアナ」「バズーカップ」などと勝手に命名された[3][4][5]。
- 2006年頃よりしばらくホリプロに所属。
- 2011年よりイベント人材会社のスタッフ（キャスティング）職に就き、事実上アナウンサー活動を休止する。2012年ホリプロを脱退。
- 2015年8月から、MC・ナレーター・イベントコンパニオン事務所「エル・アミティエ」でマネージャーを務める。
- 2020年1月、キャスティング会社「株式会社エイスリー」に移籍。コーディネーター・タレントキャリアアドバイザーを務める[6]。

## 主要経歴

### 学歴
- 1991年3月 - 筑波大学附属中学校卒業
- 1994年3月 - 筑波大学附属高等学校卒業
- 実践女子大学生活科学部卒業

### イベント司会
- Tokyo motor show （1997年、2001年）
- WPC Expo （2001年、2002年）
- Ceatech Japan （2002年）
- Foodex Japan （2000年、2001年、2002年）
- Tokyo game show （2000年、2001年）
- 建築建材展 （2004年）
- 住宅リフォームフェア （2004年）
- 東京国際ブックフェア （2004年）
- 日本オラクル パーティー司会
- ENEX2005

他

### タレント活動、執筆活動
- 「ポタTokyo」（小学館、1999年、モデル）
- 「じゃらん」（リクルート、2001年、リポーター）
- 「オートレース中継」（スカイパーフェクTV、MC/リポーター）
- 「オートレースダイジェスト」 （スカイパーフェクTV、ナレーター）
- オート紙面コラム執筆 （サンケイスポーツ）

他

### テレビ出演
- 踊る!さんま御殿!!（2007年9月4日放送、日本テレビ系列全国ネット）
- 大人の自由時間『柳家喬太郎の気楽に粋ましょう!』アシスタント （2008年4月3日～、BS11）
- トリハダ3〜夜ふかしのあなたにゾクッとする話を 第三話「偽装された殺意の行方」（2008年、フジテレビ）

### インターネット
- 城咲仁と磯山さやかの極めみち（GyaO、MIDTOWN TV、2007年7月24日~2008年1月29日、レギュラー）

## 作品

### 写真集
- 彩色（あやいろ） （2007年5月31日、竹書房） ISBN 9784812431559　※DVD付

### DVD
- 彩色（あやいろ） （2007年6月22日発売、竹書房）